# Jorge Sastre
Jorge Sastre és un músic, investigador i professor universitari espanyol, conegut pel seu treball en la combinació de la música, les tecnologies musicals i les ciències matemàtiques. Actualment és catedràtic a la Universitat Politècnica de València (UPV) i director del Grup d'Arts Performatives i Tecnologia (PerformingARTech). També és el creador del sistema Soundcool, un projecte innovador de creació musical col·laborativa que utilitza dispositius mòbils, tauletes i realitat augmentada.

## Formació acadèmica i trajectòria[calcitació]
Jorge Sastre va iniciar els seus estudis musicals amb el piano, compaginant-los amb la seva formació en enginyeria de telecomunicacions. Va obtenir el Premi Fin de Carrera, el Premi al Rendiment Acadèmic de la Generalitat Valenciana i el Premi Nacional d'Enginyers de Telecomunicació. També va obtenir el doctorat en Ciències Matemàtiques Cum Laude.
Va estudiar piano al Conservatori Superior Joaquín Rodrigo de València, on va perfeccionar-se amb mestres com Luca Chiantore i va rebre classes magistrals de Bruno Ambrosini. Posteriorment, va ampliar els seus estudis de composició i música per ordinador a la Carnegie Mellon University (Pittsburgh, EUA), estudiant amb Leonardo Balada i Roger Dannenberg.

## Investigació i Projectes
Jorge Sastre ha dirigit nombrosos projectes d'investigació finançats per entitats com el Ministeri d'Educació, la Generalitat Valenciana, Telefónica I+D i la Fundació Daniel i Nina Carasso. És autor de més de 70 publicacions en revistes internacionals i congressos.
El seu sistema Soundcoolha estat reconegut internacionalment, participant en esdeveniments com el World Science Festival de Nova York. A més de la seva tasca tecnològica, ha compost diverses obres per a orquestra, grups de cambra i solistes, que han estat interpretades en sales de renom com el Carnegie Music Hall de Pittsburgh, el Palau de les Arts Reina Sofia de València i el Teatre Principal de València.

## Premis i reconeixements[calcitació]
Jorge Sastre ha rebut diversos premis al llarg de la seva carrera, incloent el Premi Bankia al Talent Musical de la Comunitat Valenciana. La seva obra es caracteritza per la fusió de la composició algorítmica amb tecnologies musicals, sempre amb l'objectiu de trobar noves formes d'expressió artística.